# La straniera (film 2009)
La straniera è un film del 2009 diretto da Marco Turco, tratto dal romanzo omonimo di Younis Tawfik (Bompiani, 2001).

## Trama
Immigrati in Italia dal Marocco, Naghib e Amina si conoscono una sera d'inverno e tra loro nasce un amore platonico. Lui è un architetto, lei una prostituta che vive clandestinamente in Italia. I sentimenti di Naghib sono per lui culturalmente inaccettabili. La situazione precipita quando Amina viene arrestata e condotta in un campo profughi per essere rimpatriata.